# Rosa Fabregat i Armengol
Rosa Fabregat i Armengol   (Cervera, 3 de febrer de 1933 - Lleida, 30 de desembre de 2024) fou una escriptora catalana de poesia, novel·les, contes, assajos i articles. Fou membre i sòcia d'honor de l'Associació d'Escriptors en Llengua Catalana, del PEN Club i de la Societat Catalana de Ciència-ficció i Fantasia. L'obra de Rosa Fabregat ha estat traduïda a llengües com l'alemany, el castellà, el rus o l'anglès. També ha estat inclosa en nombroses antologies, d'entre les quals es poden esmentar Poetes contemporanis de Ponent (1999), Paisatge emergent (1999) i Contemporànies (1999).

## Biografia
Va fer estudis de Farmàcia, especialitat en la qual es va doctorar a Barcelona i especialitzar a Alemanya, i que la va portar a desenvolupar diverses feines, com ara directora tècnica farmacèutica o inspectora tècnica farmacèutica, durant setze anys. Treballava en la investigació, fins que es traslladà a Llorenç del Penedès, on regentà una farmàcia, i més endavant a Alàs. La seva professió de farmacèutica l'ha va menar a publicar assaigs i articles sobre aquesta temàtica.
Lleidatana d'adopció, la seva obra comprèn tant la poesia com la narrativa. És autora així mateix d'un estudi sobre les farmàcies lleidatanes de principis del segle xx. També va ser col·laboradora habitual en nombroses publicacions periòdiques, com ara el Diari de Barcelona, El Temps, Segre i Diari de Lleida en diverses èpoques. Després de rebre el Premi Vila de Martorell (1978) amb el llibre Estelles va començar a publicar poesies.
Les seves inquietuds en diversos àmbits del coneixement l'ha van portar a fer-se membre d'associacions ben diverses, com les ja esmentades Associació d'Escriptors en Llengua Catalana, PEN Club, Ateneu Barcelonès, o altres com Dones en Església, l'Ateneu Popular de Ponent, la Societat Catalana d'Història de la Farmàcia, la Societat Catalana de Ciència-ficció i Fantasia, així com a col·laborar amb el Departament de Lletres de l'Institut d'Estudis Ilerdencs de la Diputació de Lleida.

### Poesia

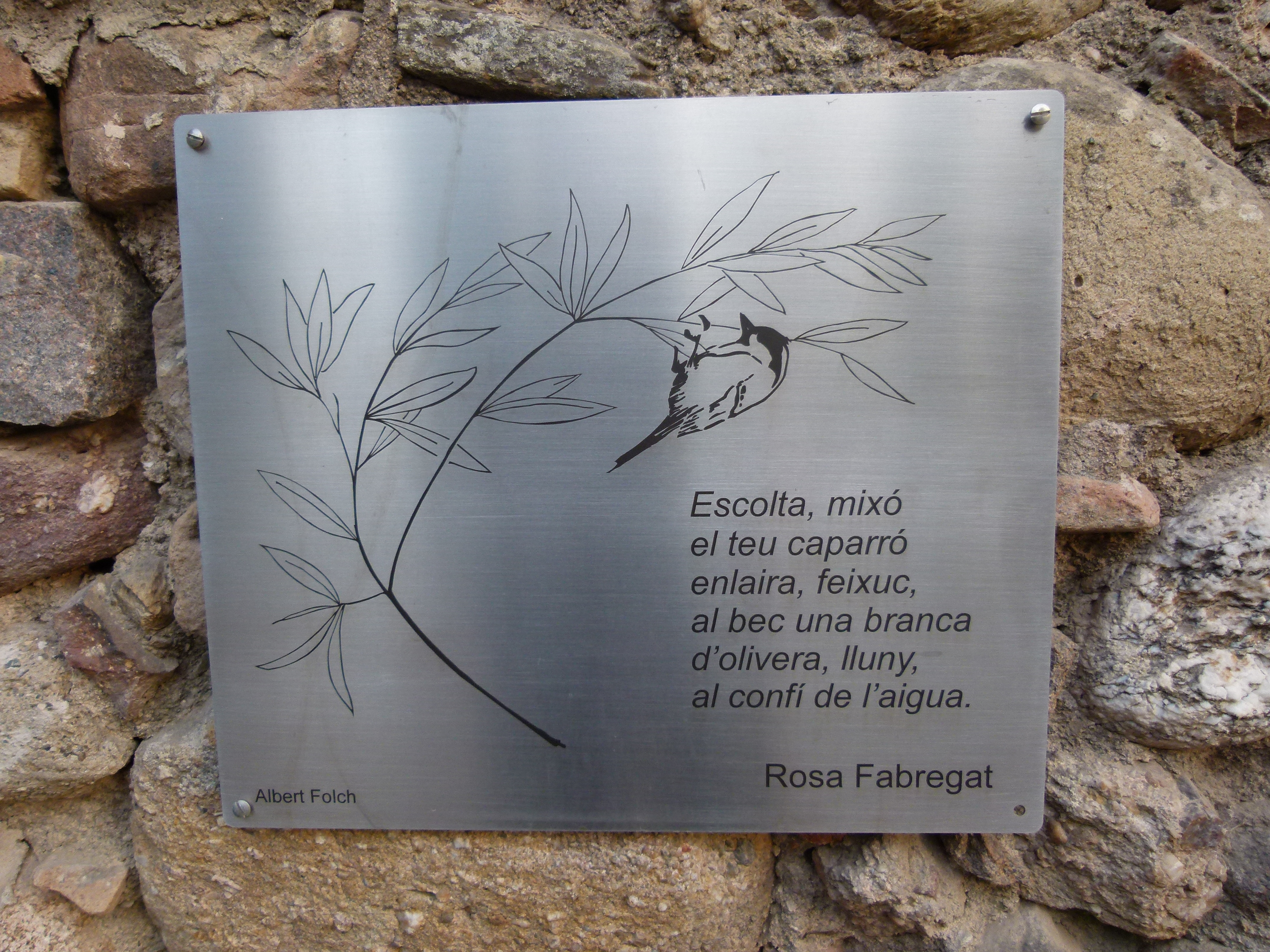
Versos de Rosa Fabregat a Santiga

La seva poesia és anímica i sovint emmiralla la mateixa autora. Molts dels poemes de Rosa Fabregat són experiències intensament viscudes. A l'hora d'escriure mostra el que sent en un estat profund.
Després de publicar diversos llibres, Fabregat aplega la seva obra poètica entre 1953 i 1993 al volum d'obra reunida Ancorada en la boira. Aquest volum suposa l'inici d'una activitat poètica renovada que la du a publicar Cartes descloses (1998), Rèquiem per una poeta (1998), el seu particular homenatge a Maria Mercè Marçal, i El ble de la llum (2003). Entre altres, han seguit diversos llibres com Roses de sang (2005) i A la vora de l'aigua (2008).

### Narrativa
Com a narradora se'n destaquen dos vessants. L'escriptura de novel·les que tracten el seu gust per la ciència-ficció, amb l'obra Embrió humà ultracongelat número F-77 (1984) i La dama del glaç (1997), que inclou l'obra anterior, i Pel camí de l'arbre de la vida. D'altra banda, escriu sobre temes polèmics on qüestiona l'exclusió de les dones del sacerdoci, amb la seva novel·la La capellana (1988), per la seva actitud contrària als convencionalismes.
Altres novel·les seves són Laberints de seda (1981), de caràcter autobiogràfic, El turó de les forques (1983), on es va acostar a la ciència-ficció feminista, i Francina i la providència (1995).

## Obra

### Novel·la
- Laberints de seda. Barcelona: Pòrtic, 1981
- La dona del balcó. València: Prometeo, 1981.
- El turó de les forques. Pòrtic, 1983
- Embrió humà ultracongelat n°F-77. Barcelona: Pòrtic, 1984
- Pel camí de l'arbre de la vida. Barcelona: Pòrtic, 1985
- La capellana. Barcelona: Elfos, 1988
- Francina i la Providència. Lleida: Pagès, 1995
- La dama del glaç. Lleida: Pagès, 1997
- Sóc l'Iris. Lleida: Pagès, 2006
- Hereus i brodadores. Lleida: Pagès, 2008

### Narrativa breu
- Tots els contes de Rosa Fabregat. Lleida: Pagès, 2009[12]

### Poesia
- Estelles. Barcelona: LaSal, 1978 (Premi Vila de Martorell de Poesia 1978).
- El cabdell de les bruixes. Alberic: Jesús Huguet, 1979
- Temps del cos i tretze llunes de maduixa. Alberic: Jesús Huguet, 1980
- Balda de la vida. Lleida: Pagès, 1991
- Cartes descloses. Lleida: Pagès, 1998
- Rèquiem per a una poeta (a Maria Mercè Marçal). Lleida: Pagès, 1999
- El ble i la llum. Lleida: Pagès, 2003
- Cauen instants. Lleida: Pagès, 2004
- Roses de sang. Lleida: Pagès, 2005
- A la vora de l'aigua. Lleida: Pagès, 2008

#### Recopilacions
- Ancorada en la boira. Obra poètica (1953-1993). Lleida: Pagès, 2013.
- La temptació de vol: Obra poètica (1994-2011). Lleida: Pagès, 2012

### Assaig
- Aproximació a les farmàcies de la ciutat de Lleida en la primera meitat del segle xx. Lleida: Pagès, 2001